# Малая Гребецкая улица
Ма́лая Гребе́цкая улица — улица в Петроградском районе Санкт-Петербурга. Проходит между Малым проспектом и Музыкантским переулком.

## История
В XVIII веке на Городском (Петербургском) острове находилось несколько слобод. В западной части острова располагалась Гребецкая слобода — слобода гребцов галерного флота. На плане Санкт-Петербурга 1753 года в этом районе обозначены пять Гребецких улиц. Позже район был перестроен, и остались только две Гребецкие улицы — Большая и Малая. До 1846 года Малая Гребецкая улица шла до ныне не существующего Гребецкого переулка, находившегося севернее современного Чкаловского проспекта. В советское время Большая Гребецкая улица была объединена с Большой Колтовской улицей, и в мае 1932 года новая трасса получила общее название — Пионерская улица. Малая Гребецкая улица своим названием сохраняет память о Гребецкой слободе.

## Достопримечательности

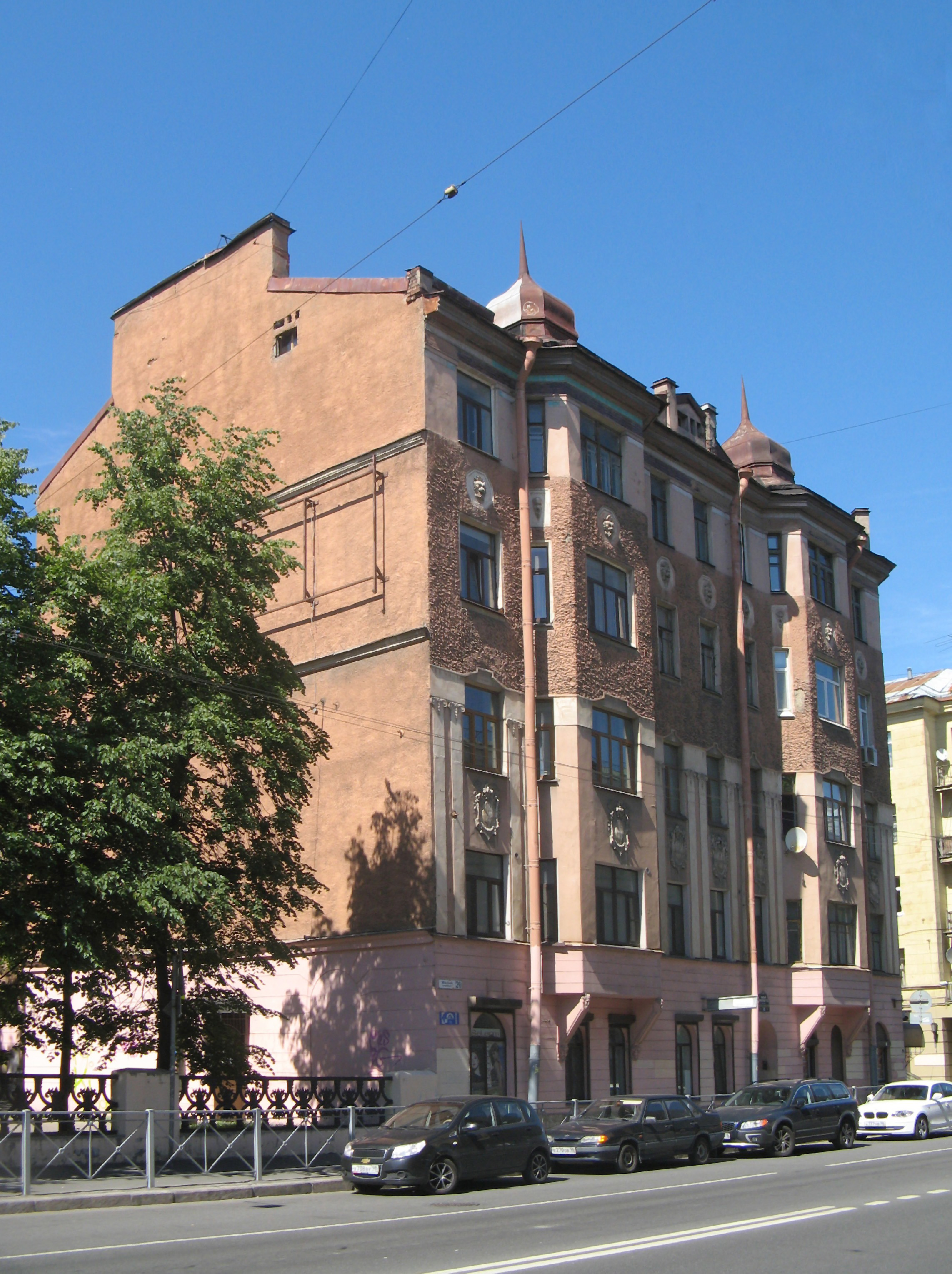
Малый проспект, дом 20/2

- Дом 2 (Малый проспект, дом 20 — доходный дом Ф. И. Ванюкова, построен в 1910 году в стиле модерн по проекту гражданского инженера П. К. Лежоева. В этом доме находилась бесплатная читальня им. Н. А. Лейкина[1].
- Дом 9 (Музыкантский переулок, дом 5, Пионерская улица, дом 16) — здание бывших казарм Владимирского пехотного юнкерского училища. Строительство начато в 1899 году по проекту военного инженера В. А. Колянковского и завершено в 1901 году военным инженером М. А. Максимовичем. В этом доме находилась квартира инспектора и преподавателя училища полковника К. Ф. Неслуховского, принадлежавшего к числу прогрессивно настроенного офицерства. Две дочери и сын Неслуховского состояли членами ученической социал-демократической организации при Петербургском комитете РСДРП. В их квартире бывал В. В. Воровский, жила жена В. Д. Бонч-Бруевича — В. М. Величкина. В дом приносили нелегальную литературу и запрещенные в России издания художественной литературы. В конце лета-осени 1906 года квартиру использовал В. И. Ленин для работы и встреч с В. В. Воровским, В. Д. Бонч-Бруевичем, А. В. Луначарским. Здесь бывала Н. К. Крупская, проводились заседания редакций большевистских газет. В связи с этим Постановлением Совета Министров РСФСР № 1327 от 30.08.1960 дом был взят под государственную охрану как памятник истории.  Объект культурного наследия № 7802694000№ 7802694000 
После Октябрьской революции, 29 октября (11 ноября) 1917 года, юнкера приняли участие в антибольшевистском восстании, организованном сторонниками эсеров. Они разоружили караул, охранявший училище, арестовали комиссаров Военно-революционного комитета и отбивались от натиска контролируемых большевиками войск около шести часов, несмотря на артиллерийский обстрел здания и подавляющий численный перевес нападавших[2]. По данным меньшевистской газеты «Новая жизнь», при осаде было ранено и погибло около 200 юнкеров, 20 владимирцев были расстреляны у стен Петропавловской крепости, а 71 человек стал жертвой самосудов[3]. 6 (19) ноября 1917 года училище было расформировано. Впоследствии в этом доме находилась городская больница № 2 Ждановского района Ленинграда, которая перестроила здание под свои нужды. В начале XXI века в здании размещалось одно из подразделений Военно-космической академии им. А. Ф. Можайского. Часть здания сдавалась в аренду. Снесено в октябре 2007 года (за исключением одного небольшого флигеля) ради строительства коммерческого центра, несмотря на протесты петербургской общественности[3][4].
- Дом 10 (переулок Красного Курсанта, дом 3) — доходный дом, яркий образец модерна. Возведен в 1908 году по проекту И. П. Горленского для потомственного почетного гражданина М. Я. Бумагина, владельца банкирской конторы. В 1910—1913 годах в доме жил архитектор А. Е. Белогруд[5].

## Пересечения
- Малый проспект Петроградской стороны
- переулок Красного Курсанта
- Музыкантский переулок

## Транспорт
Ближайшие к Малой Гребецкой улице станции метро — «Спортивная» и «Чкаловская».